# Frederick Baily Dent
Pour les articles homonymes, voir Dent (homonymie).
Frederick Baily Dent, né le 17 août 1922 à Cape May (New Jersey) et mort le 10 décembre 2019 à Spartanburg (Caroline du Sud), est un homme politique américain. Membre du Parti républicain, il est secrétaire au Commerce entre 1973 et 1975 puis représentant américain au Commerce entre 1975 à 1977, dans l'administration du président Richard Nixon et dans celle de son successeur Gerald Ford.

## Biographie
Il sert dans la Marine américaine entre 1943 et 1946. De 1958 à 1972 puis de 1977 à 1988, il est le président de Mayfair Mills, à Arcadia, en Caroline du Sud.
Il vit actuellement à Spartanburg (Caroline du Sud).